# 嶺岸信明
嶺岸 信明（みねぎし しんめい、1959年6月15日 - ）は、日本の漫画家。宮城県出身。
『天牌』『麻雀放浪記』などの麻雀劇画で知られているが、テレビドラマ化された『女医レイカ』や、映画化された『ルーズ戦記 オールドボーイ』など、麻雀劇画以外でのヒット作も多い。

## 経歴
高校一年生の頃、青柳裕介の『土佐の鬼やん』を読み、アシスタントを志願。高校卒業後、高知県で青柳裕介に師事。2年半後に上京し、同じく青柳のもとにいた井上紀良や和気一作のアシスタントを務める。
1983年、新人賞佳作獲得をきっかけに「プレイコミック」で漫画家デビュー。「近代麻雀」での麻雀劇画や「リイドコミック」連載の『女医レイカ』が評判となり、以降も「漫画アクション」連載の『ルーズ戦記 オールドボーイ』、「週刊漫画ゴラク」連載の『天牌』とヒット作が続く。

## 作品リスト
- 天牌（原作：来賀友志）
  - 天牌外伝（原作：来賀友志）
  - 天牌列伝（原作：来賀友志）
- 麻雀風天伝説 鉄砲（原作：注蓮木賢）
- 天風の戦士（原作：桜井章一）
- あぶれもん（原作：来賀友志）
- 愚連隊の神様、万寿十一伝説 紅蓮（原作：安部譲二）
- 幻に賭けろ（原作：土井泰昭）
- てっぺん（原作：来賀友志）
- ジャングル
- ほおずき（原作：東史朗）
- 勝負師の条件（原作：山根泰昭）
- 風牌に訊け（原作：吉田幸彦）
- 哲也十番勝負（原作：阿佐田哲也）
- 女医レイカ（原作：剣名舞）
- ルーズ戦記 オールドボーイ（原作：土屋ガロン）- 2007年度アイズナー賞最優秀日本作品部門受賞作
- AOKI我がゴルフ（原作：青木功）
- 鳳凰の翼 GOLFダブル・イーグル（原作：小堀洋）
- カメラマン物語（原作：荒尾和彦）
- 拳火ファイター ドラゴン（原作：荒尾和彦）
- はぐれT・C〈ツアー・コンダクター〉（原作：矢島正雄）
- プロゴルファー伊沢利光物語
- さわがせ屋（原作：磯田健生）
- ドラゴン（原作：荒尾和彦）
- 逃亡者（原作：安部譲二）
- バンカーダンス（原作：原麻紀夫）
- ボケミアン（原作：梶研吾）
- 麻雀群狼記 ゴロ（原作：来賀友志）
- 麻雀放浪記（原作：阿佐田哲也）
- オーラス-裏道の柳-（原作：押川雲太朗）